# Khóm Cầu Đúc
Khóm Cầu Đúc là một loại dứa đặc sản của tỉnh Hậu Giang, thuộc giống dứa gai (hay còn gọi là dứa nữ hoàng, dứa Queen). Khóm Cầu Đúc là cây trồng chủ lực của tỉnh Hậu Giang, thường được trồng chủ yếu tại xã Tân Tiến, Vị Thanh, Hỏa Tiến, Vị Thanh và thị trấn Vĩnh Viễn huyện Long Mỹ. Năm 2014, Khóm Cầu Đúc đã được Cục Sở hữu Trí tuệ, Bộ Khoa học Công nghệ cấp giấy chứng nhận bảo hộ độc quyền.

## Tên gọi và lịch sử
Khóm Cầu Đúc được người dân xã Hỏa Tiến bắt đầu trồng từ những năm 1930, do thấy cây dứa có giống tốt, chịu được đất phèn, mặn của sông Cái Lớn nên người dân xã Hỏa Tiến bắt đầu trồng khóm dọc hai bờ sông Cái Lớn. Tên "Khóm Cầu Đúc" do một số người dân trồng loại khóm này, thường mang ra chiếc cầu bê tông giữa sông Cái Lớn làm nơi tập kết khóm của nông dân bán cho một số thương lái.
Vào năm 2014, Cục sở hữu Trí tuệ cùng với Bộ Khoa học Công nghệ cấp giấy chứng nhận bảo hộ độc quyền vào năm 2014 và được cấp Giấy chứng nhận đăng ký địa lý vào tháng 11 năm 2020.
Từ năm 2008 đến năm 2011, Sở Khoa học và Công nghệ Hậu Giang đã triển khai dự án xây dựng mô hình ứng dụng khoa học kỹ thuật phát triển vùng chuyên canh cây khóm Queen sạch bệnh ở Hậu Giang. Đến vài năm sau, có một thạc sĩ đã mở một dự án xây dựng vùng chuyên canh cây khóm Cầu Đúc sạch bệnh theo tiêu chuẩn VietGAP.
Tính đến năm 2020, diện tích trồng khóm Cầu Đúc tại Vị Thanh, Hậu Giang lên đến 1.600 ha, năng suất trung bình khoảng 16 tấn/ha. Theo đề án mở rộng, phát triển cây khóm Cầu Đúc, tổng diện tích dự kiến tại Vị Thanh lên 2.000ha tại các xã Tân Tiến, Hỏa Tiến, Hỏa Lựu, Vị Tân..

## Mô tả
Khóm Cầu Đúc là một giống của dứa gai (hay còn gọi là dứa Queen). Khóm Cầu Đúc có quanh năm, một năm có hai mùa trái chín. Tuy nhiên, thời điểm mùa trái chín vụ khoảng từ tháng 2 đến tháng 3 âm lịch. Riêng trái khóm nghịch vụ, thường sẽ chín vào khoảng tháng 7 đến tháng 8 âm lịch. Khóm Cầu Đúc khác với những trái dứa ở các nơi khác, có vị ngọt thanh, hình dáng thanh nhã, cuống ngắn, lõi nhỏ, mắt hơi sâu. Khóm Cầu Đúc có thể để từ 10 đến 15 ngày mà không bị thối.
Khóm Cầu Đúc thường được trồng vào tháng 6, tháng 7 đối với khóm chính vụ, tháng 10, 11 đối với khóm trái vụ. Cây khóm thường được trồng trên đất được chia theo từng lô, mỗi lô được phân cách bởi một con mương. Khóm Cầu Đúc thường có chiều cao trung bình là 1.5 – 2 m và có trọng lượng trung bình từ 1.5 kg – 2 kg.
Hậu Giang tuy là vùng đất bị xâm nhập mặn khá cao, tuy nhiên cây khóm Cầu Đúc có thể trồng được và phát triển tại Hậu Giang.

## Kinh tế và phát triển
Khóm Cầu Đúc tuy dễ trồng, nhưng người dân tại Hậu Giang thường lấy chồi nách của khóm vụ trước, trồng cho khóm vụ sau nên trái khóm thường bị nhỏ, gây ra sâu, bệnh rất nhiều và cho năng suất của khóm Cầu Đúc thường rất thấp, khoảng 16 tấn/ha. Những năm 1980, khóm Cầu Đúc được xuất khẩu sang Liên Xô, tổng diện tích trồng khóm Cầu Đúc tại Vị Thanh lên đến 3.600 ha, nhưng đến năm 2020, diện tích trồng khóm giảm xuống còn 1.600 ha. Tính đến năm 2013, tổng sản lượng khóm Cầu Đúc lên đến 26.000 tấn.
Trên toàn tỉnh Hậu Giang hiện nay có đến 2.000 ha khóm Cầu Đúc và sắp tới dự kiến sẽ định hướng lên 3.000 ha. Một số hợp tác xã như Thạnh Thắng, Thạnh Tiến,  Vĩnh Phát được thành lập để phát triển giống khóm Cầu Đúc. Trong đó, hợp tác xã Thạnh Thắng đã tạo ra một số sản phẩm chế biến từ khóm như : rượu khóm, mứt khóm, siro khóm, nước màu, dưa chua,...
Một số hộ dân tận dụng rẫy khóm để làm điểm du lịch sinh thái và tổ chức homestay.

## Chế biến
Khóm Cầu Đúc không chỉ dùng để ăn tươi mà còn được chế biến thành mứt khóm, nước khóm, kẹo khóm, rượu khóm. Ngoài ra, còn có một số món ăn được làm từ khóm Cầu Đúc, như bánh xèo củ hủ khóm, khóm xào tép.